# Dérbi de Madrid
O Dérbi de Madrid (em espanhol: El Dérbi Madrileño) é o confronto de futebol entre os clubes Atlético de Madrid e Real Madrid, ambos sediados em Madrid, capital da Espanha. Os dois clubes competem na La Liga, a primeira divisão espanhola, e estão entre os maiores campeões do país. Eles também já se enfrentaram na Copa del Rey, na Supercopa de España, na Liga dos Campeões da UEFA e na Supercopa da UEFA.
O Real Madrid foi o primeiro a surgir, em 1902, sob o nome de Madrid FC. Uma das suas primeiras ações foi organizar a Copa de la Coronación, para celebrar a maioridade do Rei Afonso XIII. O torneio inspirou a criação da Copa del Rey, que teve sua primeira decisão em 1903. Na decisão, o Madrid FC recebeu o Athletic Club de Bilbao e foi para o intervalo vencendo de 2 a 0, mas tomou a virada no segundo tempo, em um épico que acabou causando grande comoção na comunidade basca da capital. Este foi o ponto de partida para a criação de um clube que acolhesse jogadores e torcedores bascos em Madrid, o Athletic Club de Madrid, que mais tarde se desvencilharia do Athletic Bilbao. A primeira partida disputada entre as duas equipes de Madrid que se tem registrada foi realizada em 2 de dezembro de 1906, pelo antigo Campeonato Regional de Madrid.

Os dois clubes encontraram-se em Lisboa para a final da Liga dos Campeões da UEFA de 2013–14, sendo a primeira vez que dois clubes da mesma cidade disputaram a final. Depois, eles se defrontaram pela segunda vez na final da Liga dos Campeões da UEFA de 2015–16, em Milão, com o Real Madrid a vencer tal como dois anos antes. Também se enfrentaram na Supercopa da UEFA de 2018, mais uma vez a primeira vez que dois clubes da mesma cidade se defrontaram nesse evento, que foi vencido pelo Atlético.

## Estatísticas
- Atualizado até 29 de setembro de 2024

| Competição | Partidas | Vitórias do Real | Empates | Vitórias do Atlético | Gols do Real | Gols do Atlético |
| --- | -------- | ---------------- | ------- | -------------------- | ------------ | ---------------- |
| La Liga | 175      | 91               | 43      | 41                   | 301          | 225              |
| Copa del Rey | 44       | 18               | 14      | 12                   | 62           | 50               |
| Liga dos Campeões de Europa                                                                                                   | 9        | 5                | 2       | 2                    | 14           | 7                |
| Supercopa Europeia | 1        | 0                | 0       | 1                    | 2            | 4                |
| Supercopa da Espanha | 4        | 1                | 2       | 1                    | 6            | 5                |
| Copa da Liga | 4        | 1                | 1       | 2                    | 7            | 7                |
| Copa Regional | 5        | 4                | 0       | 1                    | 15           | 5                |
| Campeonato Regional Centro | 57       | 33               | 10      | 14                   | 113          | 74               |
| Total | 299      | 153              | 72      | 74                   | 520          | 377              |
| 1 Incluída a Copa Federación Centro (e posteriormente Copa Presidente de la Federación Castellana de Fútbol e Copa Castilla). |          |                  |         |                      |              |                  |

### Campeonato Regional Centro
No Campeonato Regional Centro, criado como "Campeonato ou Concurso de Madrid" foi uma competição de Futebol na Espanha que que disputavam em seus inícios (mais tarde foram incluídas outras regiões) Os clubes da Federação Castellana de Futebol. Os primeiros classificados se classificavam para o Campeonato de España (atual Copa del Rey), representando em suas primeiras edições a cidade de Madrid e mais tarde a Federação Castellana de Futebol, fundada en 1913. Por este torneio, os 2 clubes se enfrentaram em 56 ocasiões, com 32 vitórias para o Real Madrid, 14 para o Atlético e 10 empates.

### Copa Federación Centro
A Copa Federación Centro foi a segunda competição em importância, organizada pela Federação Castella de Futebol, depois do Campeonato Regional Centro. Foi um torneio disputado pelos melhores clubes da região centro, no sistema eliminatório. Foi também denominada Copa de Castilla e Copa Presidente de la Federación Castellana de Fútbol. Por este torneio oficial se enfrentaram em 5 oportunidades, 4 vencidas pelo Real Madrid e 1 pelo Atlético.

### La Liga

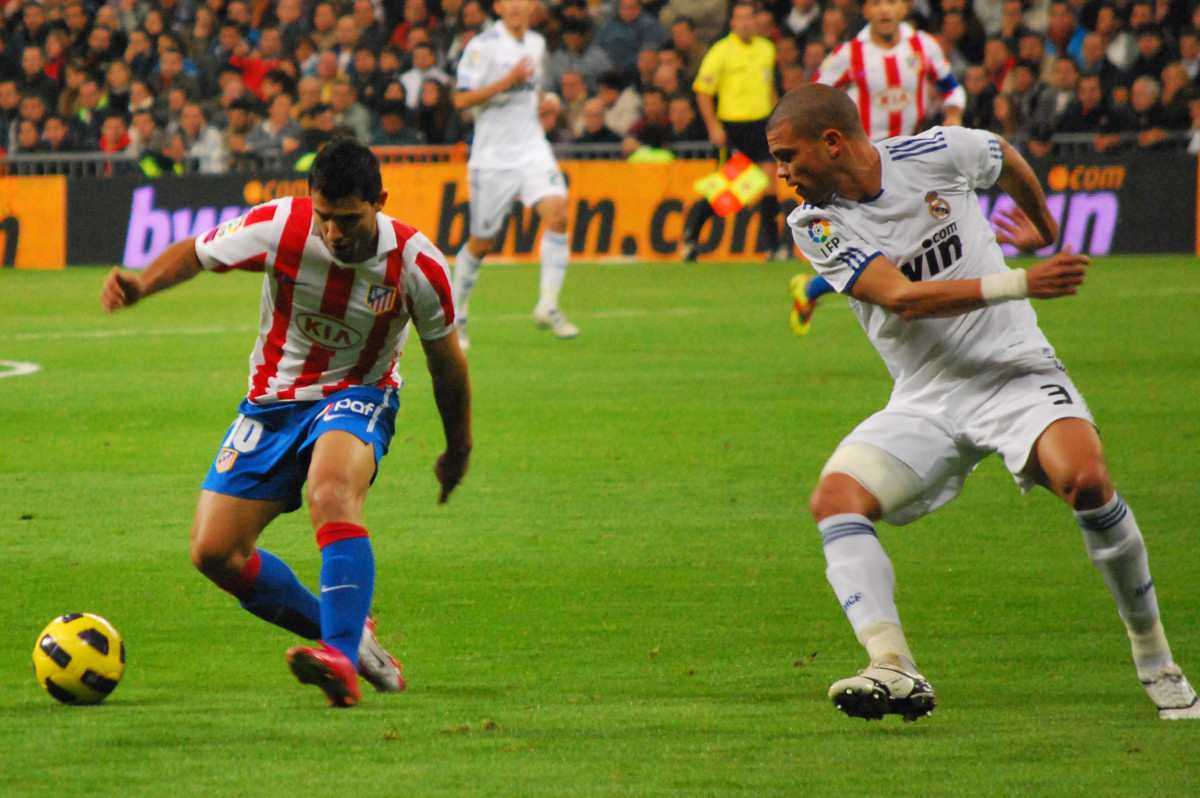
Pepe cerca Aguero em 2010

Na La Liga, o Real Madrid venceu em 88 ocasiões, empatou 38 e por 39 vezes a vitória foi do Atlético, com 290 gols para os merengues e 216 para os colchoneros. Até o início da década de 1970 ainda havia certo equilíbrio nos números, mas a partir daí o Real Madrid aumentou a sua vantagem consideravelmente.

### Copa do Rei da Espanha

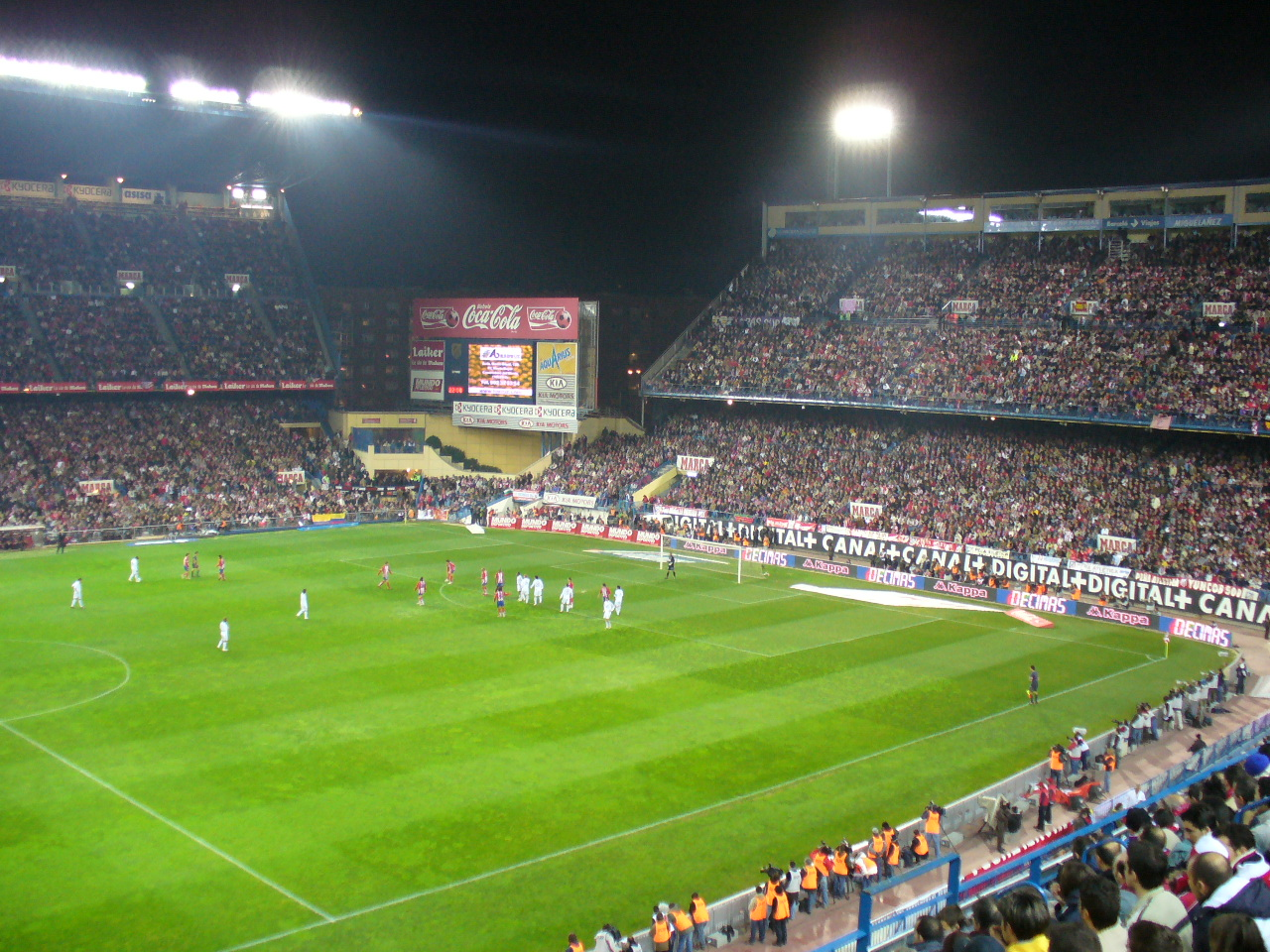
Dérbi de Madrid no Vicente Calderón

Nesta competição, os confrontos estão muito mais equilibrados. Ao largo da história se enfrentaram em 42 jogos. O Real Madrid venceu 17, o Atlético de Madrid venceu 11, e empataram em 14 ocasiões.
Em finais da Copa do Rei, Real Madrid e Atlético se enfrentaram em cinco oportunidades: 1960, 1961, 1975, 1992, e 2013, e o Atlético de Madrid derrotou o Real Madrid em 4 delas (1960, 1961, 1992 e 2013) sendo todas elas no Estádio Santiago Bernabéu, enquanto o Real Madrid venceu uma vez (1975, no Estádio Vicente Calderón).
Em 1960, a vitória foi para o Atlético por 3 a 1 no Estádio Santiago Bernabéu, com gols de Jones, Joaquín Peiró e Enrique Collar, Ferenc Puskás descontou para o Real.
Em 1961, novamente o Atlético derrotou seu rival em pleno Bernabéu por 3 a 2, Joaquín Peiró marcou 2 gols e Mendonça 1. Para o Real Madrid descontaram Alfredo Di Stéfano e o húngaro Puskas
Em 1975, a vitória foi para o Real Madrid no Estádio Vicente Calderón, na decisão por pênaltis, após empatar por 0 a 0 no tempo regulamentar.
Na temporada 1991-92, o Atlético de Madrid voltou a conquistar a Copa do Rei no Estádio Santiago Bernabéu, derrotando o Real Madrid por 2 a 0, gols de Paulo Futre e Bernd Schuster.
Na temporada 2012-13 voltaram a se encontrar na final da Copa, e outra vez no Santiago Bernabéu, onde o Atlético derrotou por 2 a 1 na prorrogação. Nos 90 minutos o jogo terminou empatado em 1 a 1, com Cristiano Ronaldo marcando para o Real e Diego Costa para o Atlético. Na prorrogação, uma cabeçada de João Miranda decretou o resultado final que deu a vitória para o Atlético, e acabou com um tabu de 14 anos sem vencer o Real Madrid em partidas oficiais. Assim, a equipe colchonera conquistou sua décima Copa do Rei na história.
Se enfrentaram novamente na temporada 2013-14, desta vez nas semifinais. O Real Madrid ganhou por 3 a 0 a primeira partida, e na volta disputada no Estádio Vicente Calderón, ganhou novamente por 2 a 0, se classificando para a final por um placar global de 5 a 0. 
O último confronto pela Copa do Rei entre ambos, foi nas oitavas de finais da temporada 2014-15. O Atlético de Madrid venceu a primeira partida por 2 a 0, e na volta disputada no Estádio Santiago Bernabéu, empataram em 2 a 2, classificando o Atlético para as quartas de finais, por um placar global de 4 a 2. f

### Copa de la Liga
Pela Copa de la Liga (torneio oficial extinto) se enfrentaram em 4 oportunidades e aqui é o Atlético quem leva vantagem. Os colchoneros venceram 2 encontros, o Real Madrid 1, e empataram 1.
Na final de la temporada 1984/1985, a vitória foi para o Real Madrid. No jogo de ida, disputado no Estadio Vicente Calderón, a vitória foi de 3 a 2 a favor dos Colchoneros, com gols de Rubio, Arteche e Cabrera para o Atlético, e Pineda e Santillana marcando para os Merengues. No jogo de volta, disputado no Estadio Santiago Bernabéu, o Real Madrid ganhou por 2 a 0, com gols de Stielike e Míchel, e conquistou esta Copa.

### Supercopa da Espanha
Na primeira final do Dérbi de Madrid pela Supercopa da Espanha, em 2014, empate na partida de ida por 1 a 1 e vitória do Atlético no Estádio Vicente Calderón por 1 a 0, com gol de Mandzukic aos 1':21" de jogo, gol mais rápido da história desta competição.

### Liga dos Campeões da UEFA
Pelo maior torneio europeu a nível de clubes, os grandes rivais se enfrentaram pela primeira vez na temporada 1958/1959. O Real Madrid, campeão da Liga Espanhola de Futebol e como campeão da Liga dos Campeões da UEFA da temporada anterior e o Atlético de Madrid, vice-campeão da Liga Espanhola de Futebol da temporada anterior, eliminaram a distintos rivais e se enfrentaram nas semifinais.
O jogo de ida foi favorável aos brancos, que derrotaram a seu clássico rival por 2 a 1, sendo que na volta a vitória foi para o Atlético por 1 a 0. Tiveram que jogar uma partida de desempate em Zaragoza e ali, a vitória foi para o Real por 2 a 1. Desta maneira, o Real passou para a final desta competição, em que se sagrou novamente campeão, derrotando o Stade de Reims, da França, na final.
Na temporada 2013/14, o Dérbi de Madrid se tornou o primeiro dérbi citadino a decidir a Liga dos Campeões da UEFA. O empate por 1 a 1 no tempo normal, seguido de vitória por 3 a 0 na prorrogação, deu o 10º título da Liga dos campeões ao Real Madrid, na final disputada no Estádio da Luz, em Lisboa.
Os rivais madrilenhos se encontraram novamente pelas quartas de finais na Temporada 2014/15, com a primeira partida tendo terminado empatada por 0 a 0, no Vicente Calderón. Porém o jogo de volta foi favorável aos brancos, que em seu estádio venceram por 1 a 0 e avançaram às semifinais.
Atlético e Real fizeram novamente a final da Liga dos Campeões da UEFA, em 28 de maio de 2016, no Estádio Giuseppe Meazza, em Milão.
Após empate no tempo normal por 1 a 1, o Real Madrid venceu a disputa na cobrança de pênaltis por 5 a 3.
Os dois clubes madrilenhos se encontraram nas semifinais da Liga dos Campeões da UEFA de 2016–17, com o Real vencendo a primeira partida, no Santiago Bernabéu, por 3 a 0, vindo a perder a segunda no Vicente Calderón, por 2 a 1, resultado que lhe valeu a classificação para a final da competição.
Após oito anos, os clubes voltaram a se encontrar nas oitavas de final da Liga dos Campeões da UEFA de 2024–25, marcando o primeiro confronto entre eles válido pela competição europeia a ser disputado no Estádio Metropolitano de Madrid, nova casa do clube colchonero.

### Estádios
O Real Madrid tem vantagem estatística tanto nos jogos realizados em seu estádio, o Santiago Bernabéu, quanto no estádio do Atlético, o Vicente Calderón, embora no estádio do Atlético a diferença em seu favor seja muito pequena. No dia 18 de Dezembro de 2017, foi disputado o primeiro dérbi no novo estádio do Atlético, o Riyadh Air Metropolitano, o jogo terminou empatado em 0-0.
No estádio do Real, o resultado mais repetido foi Real 2 a 1 e a maior goleada do time merengue foi 5 a 0 em duas ocasiões (2 de novembro de 1958 e 30 de outubro de 1983) e as maiores do Atlético como visitante foram por 4 a 0 (em 7 de abril de 1985 e em 7 de novembro de 1987).
Já os clássicos disputados no estádio do Atlético igualmente beneficiam o Real Madrid, que inclusive ganhou mais como visitante no Vicente Calderón do que em qualquer outro estádio espanhol, mesmo com o Atlético equilibrando os confrontos em seu estádio, provavelmente pelo menor número de empates.
O Atlético leva vantagem em seu estádio no quesito goleadas, tendo ganho duas vezes fazendo 5 gols (por 5 a 0 em 23 de novembro de 1947 e por 5 a 1 em 2 de dezembro de 1950). Por 4 a 0 ganhou em 18 de março de 1951 e 2 de janeiro de 1977 e por 4 a 1 em 7 de maio de 1972. A maior do Real no Vicente Calderón foi por 4 a 0 em 15 de junho de 2003.

## Supercopa Europeia
O Atlético foi campeão da Supercopa Europeia ao vencer o Real por 4 a 2, em final disputada na A. Le Coq Arena (Estônia), no dia 15 de agosto de 2018.

## Torcidas
O Real Madrid é um clube com origens ligadas à realeza espanhola e com as classes mais abastadas da Espanha, enquanto que o Atlético é por origem ligado às classes operárias da cidade de Madrid. Contudo, o estereótipo sugerido já não se confirma modernamente, não havendo um perfil específico de pessoas a caracterizar os adeptos de cada um. Tanto a torcida madridista já abrange camadas populares e de imigrantes do Terceiro Mundo; como o atual Rei da Espanha, Filipe VI, é um declarado torcedor do Atleti, do qual também é presidente de honra desde o centenário colchonero, em 2003, sendo os ultras da "Frente Atlético" alinhados à extrema-direita a ponto de serem considerado o grupo de torcedores mais fascistas do país e nada operários - de acordo com os torcedores do outro clube madrilenho, o Rayo Vallecano, cujos apoiadores são caracterizados pelo engajamento esquerdista mais aprofundado. O próprio Atlético teria sido o clube inicialmente adotado, de modo inclusive oficial, pelo franquismo, chegando a ser a equipe mais vencedora da capital até meados da década de 1950.
Segundo pesquisa realizada pela empresa Linea Staff em 2002, o Real possui a maior torcida da Espanha com 38% da preferência (cerca de 15 milhões de torcedores espalhados por várias regiões da Espanha), enquanto o Atlético tem a terceira maior, com 5% da simpatia dos espanhóis (cerca de dois milhões de torcedores concentrados principalmente em Madrid e regiões vizinhas). Já a pesquisa do Centro de Investigaciones Sociológicas, de junho de 2014, apontou que 37,9% dos espanhóis torciam para o Real Madrid (cerca de 18.000.000), que seria a maior torcida espanhola, e 6,1 para o Atlético (cerca de 2.900.000), que seria a terceira maior.
Em Madrid, o Atlético tem cerca de 19% da torcida, enquanto o Real Madrid tem cerca de 70%, algo como em cada dez torcedores, sete torcem pelo Real, dois pelo Atlético e um por outro clube qualquer.

## Títulos
Listagem de títulos conquistados por Real Madrid CF e Club Atlético de Madrid nas competições oficiais, a nível regional, nacional e internacional, comuns aos dois clubes ao longo da história.
| Competições Internacionais                      | Real Madrid CF | Club Atlético de Madrid |
| ----------------------------------------------- | -------------- | ----------------------- |
| Mundial de Clubes da FIFA/Taça Intercontinental | 8              | 1                       |
| Liga dos Campeões da UEFA                       | 15             | -                       |
| Liga Europa                                     | 2              | 3                       |
| Recopa Europeia                                 | -              | 1                       |
| Supertaça Europeia                              | 5              | 3                       |
| Competições Nacionais                           | Real Madrid CF | Club Atlético de Madrid |
| Campeonato Espanhol                             | 36             | 11                      |
| Copa do Rei                                     | 19             | 10                      |
| Supercopa da Espanha                            | 12             | 2                       |
| Copa da Liga Espanhola                          | 1              | -                       |
| Copa Eva Duarte                                 | 1              | 1                       |
| Copa Presidente FEF                             | -              | 1                       |
| Total                                           | 97             | 33                      |
| Outras Competições                              | Real Madrid CF | Club Atlético de Madrid |
| Copa Latina                                     | 2              | -                       |
| Copa Ibero-Americana                            | 1              | -                       |
| Total geral                                     | 100            | 33                      |